# Robert Jacobsen
Robert Julius Tommy Jacobsen (Kopenhagen, 4 juni 1912 – Tågelund, 26 januari 1993) was een Deense schilder en beeldhouwer.

## Leven en werk
Jacobsen was als kunstenaar autodidact, zijn eerste beelden maakte hij in hout. Hij kreeg een kunstbeurs en trok in 1947 naar Frankrijk, waar hij tot 1969 zou blijven wonen. Vanaf die tijd werkte hij vooral met staal en maakte abstracte constructies. Jacobsen leerde in Frankrijk Asger Jorn en andere Cobra-kunstenaars kennen, maar sloot zich nooit bij de Cobragroep aan. Wel was hij betrokken bij de groep rond Denise René, die als kunsthandelaar in Parijs geregeld exposities organiseerde. Van 1962 tot 1981 was Jacobsen hoogleraar aan de Kunstacademie in München. In 1969 keerde hij terug naar Denemarken en verhuisde naar Tågelund, ten westen van Egtved. Van 1976 tot 1985 was hij hoogleraar aan de Koninklijke Deense Kunstacademie.
Van 1986 tot 1991 werkte Jacobsen met zijn oud-leerling Jean Clareboudt aan Tørskind Grusgrav, een beeldenpark in de buurt van Egtved. Van de negen sculpturen die er staan, zijn vier van zijn hand en vijf van Clareboudt. 
Jacobsen ontving voor zijn werk meerdere prijzen, zoals de Grote Prijs Biënnale van Venetië (1966), de Thorwaldsen Medaille (1967) en de Prinz Eugen Medaille (1974). Hij werd daarnaast benoemd tot commandeur in de orde van de Dannebrog (1983) en commandeur in de orde van Kunst en Letteren (1987). De kunstenaar overleed in 1993 op 80-jarige leeftijd thuis in Tågelund.
- Bibliothèque nationale de France: cb121894712 (data)
- CiNii: DA13767968
- Gemeinsame Normdatei: 118556797
- International Standard Name Identifier: 0000 0000 8186 9365
- KulturNav: d881d34c-460c-4869-95b1-d6549a6d84b1
- Library of Congress Control Number: n79041860
- Nationale Bibliotheek van Israël: 987007590028605171
- Nederlandse Thesaurus van Auteursnamen: 100725880
- RKD-Nederlands Instituut voor Kunstgeschiedenis: 41398
- LIBRIS: 191359
- SNAC: w6dr3tbp
- Système universitaire de documentation: 030490901
- Union List of Artist Names: 500093950
- Virtual International Authority File: 117859814
- WorldCat: E39PBJtRFJRyGCD9cbq3cMyPQq